# 賈斯汀·史提爾
賈斯汀·卡爾·史提爾（英語：Justin Carl Steele，1995年7月11日—），為美國職棒大聯盟的投手，目前效力於芝加哥小熊。

## 職業生涯
2014年美國職棒大聯盟選秀，小熊於第五輪選進史提爾。
2015年，史提爾從短期1A出發，並於隔年升上1A。2017年，他升上高階1A，卻在季中動了湯米約翰手術，導致球季報銷。他在2018年重返賽場，整季投出2勝2敗，防禦率2.31的成績。他也因此入選小熊隊的40人名單內。
2019年，史提爾回到2A。但他卻吞下6敗，防禦率高達5.59。隔年因為COVID-19疫情爆發，導致小聯盟賽季全面暫停。2020年8月2日，史提爾一度進入大聯盟正式名單內，卻完全沒有亮相便被下放到3A。2021年4月12日，熬了許久的史提爾終於登上大聯盟。
2022年他拿下4勝7敗，防禦率3.18。2023年上半季，他拿下9勝2敗，防禦率僅2.43，他也因此順利入選明星賽。

## 個人生活
史提爾於2022年5月完婚。

## 外部連結
- 球員資訊和成績在MLB，ESPN，Baseball-Reference，Fangraphs（英文）